# Erna Sack
Erna Dorothea Luise Sack, född Weber, 6 februari 1898 i Spandau i dåvarande provinsen Brandenburg, död 2 mars 1972 i Mainz, var en tysk operasångerska och koloratursopran.
"Den tyska näktergalen", Erna Sack, studerade sång i Prag och Berlin. Hon debuterade i en operauppsättning i Berlin 1925 som altsångerska men blev senare känd som koloratursopran. 1928-30 sjöng hon med Staatsoper Unter den Linden och turnerade de kommande decennierna i många länder i Europa och Nord- och Sydamerika. Hon blev liksom sin make brasiliansk medborgare, bodde några år i Montréal i Kanada, men flyttade 1966 till Wiesbaden i Västtyskland. Hon gjorde sin sista turné 1957 och ett par tv-framträdanden på 1960-talet.
Erna Sack hann också spela in många grammofonskivor och medverkade i spelfilmer.
Erna Sack hade en ren och klar röst med ett närmast unikt tonomfång som nådde upp till c4 (c över höga c). Richard Strauss lade till en kadens just för hennes höga röst i sin opera Ariadne på Naxos.